# Lucienne Van Deyck

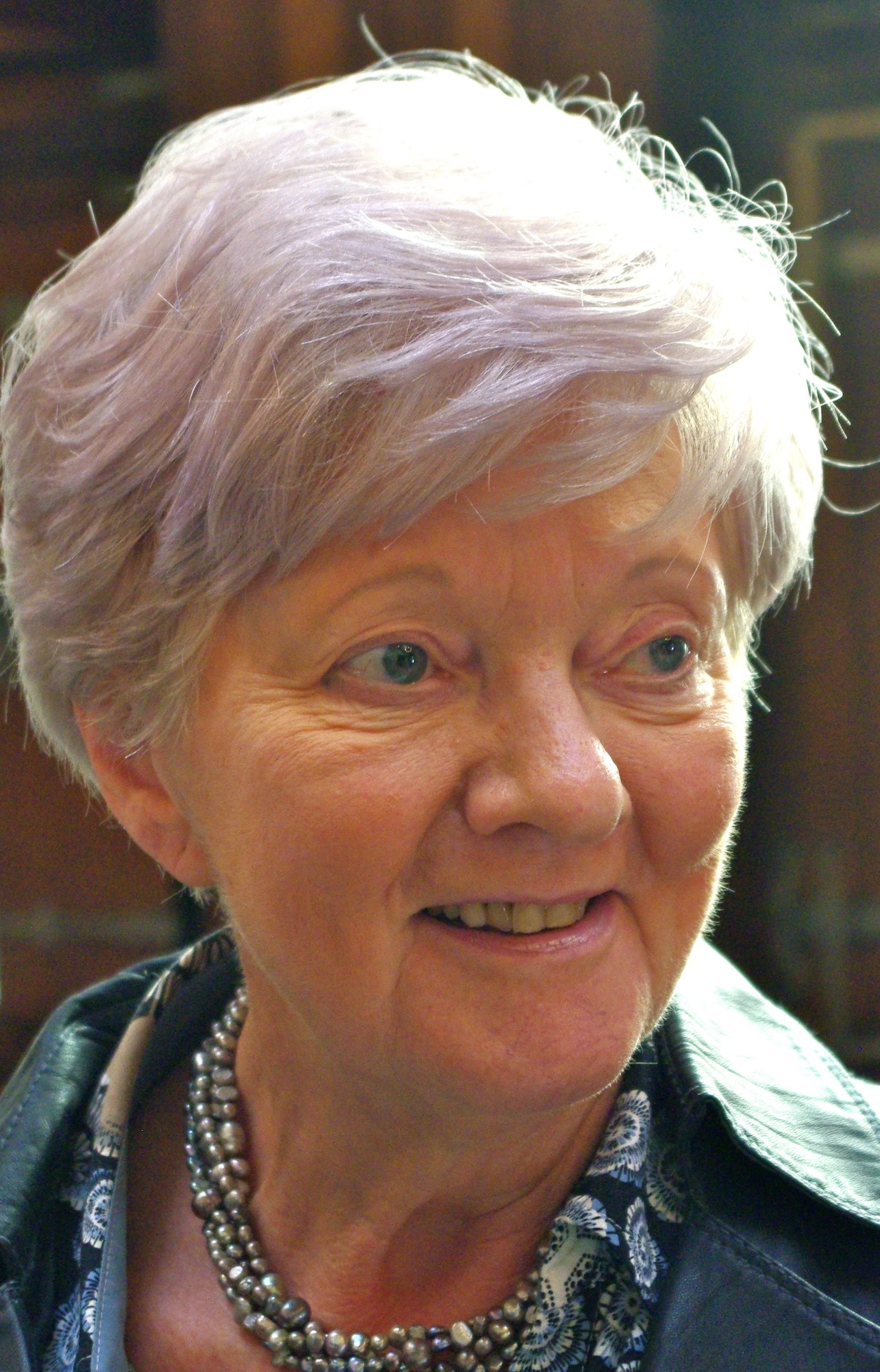
Lucienne Van Deyck

Lucienne Van Deyck (Mechelen, 8 mei 1940) is een Belgische zangeres, mezzosopraan en docente solo-zang aan verschillende conservatoria.
Lucienne Van Deyck studeerde aan het Koninklijk Vlaams Muziekconservatorium van Antwerpen, aan de Staatliche Hochschule für Musik in Keulen (thans Hochschule für Musik und Tanz Keulen) en bij Pierre Bernac te Parijs. Zij werd laureate van het Internationaal Vocalistenconcours van 's Hertogenbosch en van het Internationale Liedconcours van het Festival van Vlaanderen.
Van Deyck legt zich nagenoeg uitsluitend toe op het lied en het oratorium en weinig op de opera. Ze is een Mahlerspecialiste; zij heeft Mahlers orkestliederen vertolkt onder de leiding van Kurt Masur, Pierre Bartholomée, Avi Ostrovsky en Meir Minsky.
Zij nam onder andere deel aan het Festival van Vlaanderen en het Festival de Wallonie.
Alle werken voor mezzosopraan van Lucien Goethals werden voor haar geschreven en door haar gecreëerd.
Lucienne Van Deyck heeft gedoceerd aan het Koninklijk Conservatorium Gent (thans Hogeschool Gent Conservatorium), het Stedelijk Conservatorium Leuven, het Sweelinck Conservatorium Amsterdam (thans Conservatorium van Amsterdam) en, tot aan haar pensionering, aan het Stedelijk Conservatorium Mechelen en aan het Koninklijk Vlaams Conservatorium (thans Koninklijk Conservatorium Antwerpen); aan het Antwerps conservatorium doceert ze nog steeds de liedklas, samen met de pianist Jozef De Beenhouwer.

## Prijzen
- 1990 Fugaprijs van de Unie van Belgische Componisten voor haar verdiensten op het gebied van de Belgische muziek
- 2009 Klara Carrièreprijs

- CiNii: DA12924109
- Digitale Bibliotheek voor de Nederlandse Letteren: deyc003
- Gemeinsame Normdatei: 12923642X
- International Standard Name Identifier: 0000 0000 6653 6837
- Library of Congress Control Number: nr90002502
- MusicBrainz: 928d10d2-b180-4dce-a482-c304a58a1618
- Nationale Bibliotheek van Israël: 987007342388105171
- Système universitaire de documentation: 193888602
- Virtual International Authority File: 14972052
- WorldCat: E39PBJtxfhBJW3gxBXBdWRbfMP